# 別子ダム
別子ダム（べっしダム）は、愛媛県新居浜市別子山、一級河川・吉野川水系銅山川に建設されたダム。高さ71メートルの重力式コンクリートダムで、工業用水・発電を目的とする、住友共同電力の多目的ダムである。

## 概要

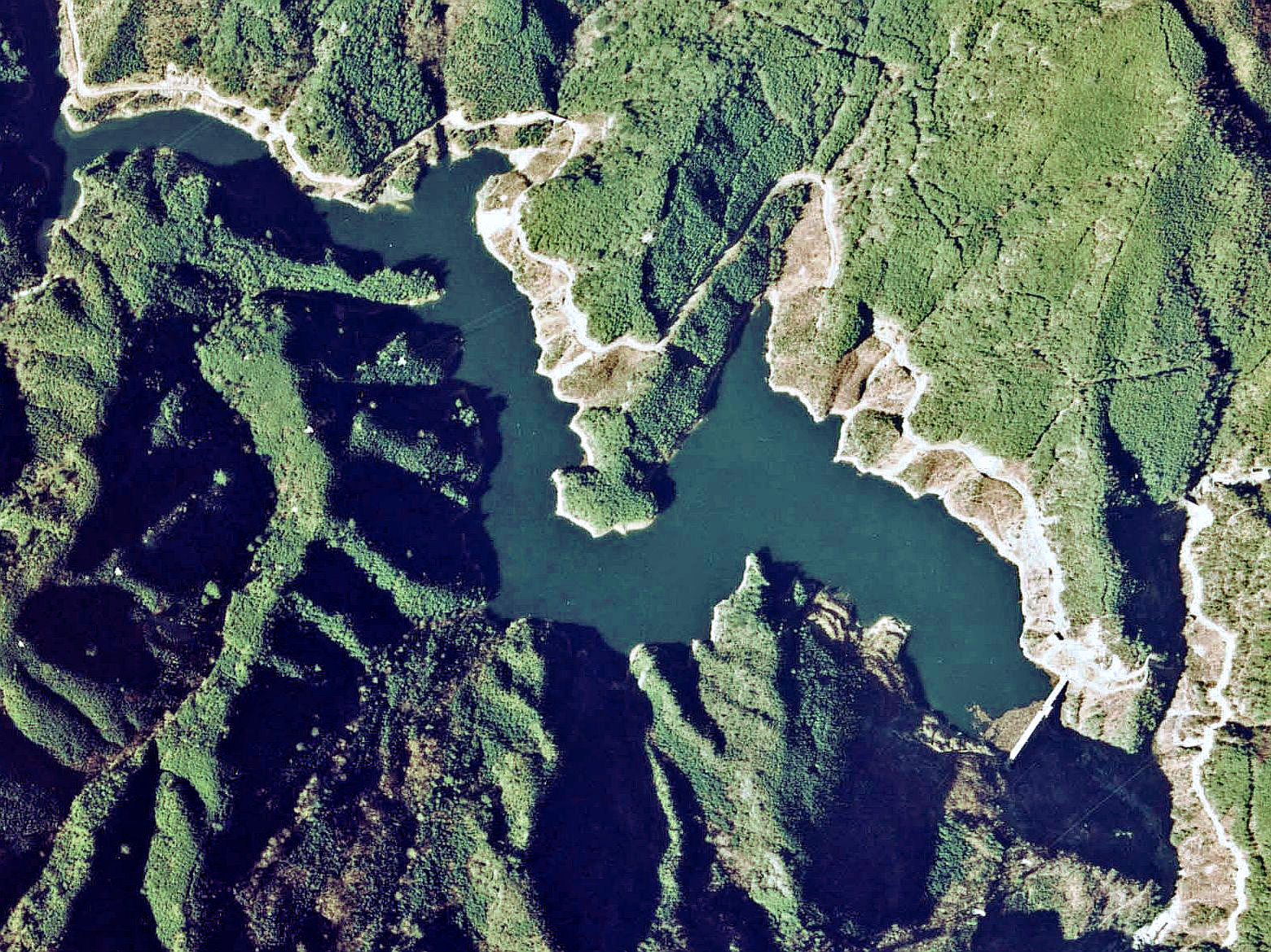
別子ダムの人造湖。名称は無い。

工業用水、発電を主な目的とし、1965年（昭和40年）に竣工。ダム事業者は、住友グループの住友共同電力。ダムに貯えた水は同社の水力発電所・東平（とうなる）発電所に送水され、最大2万キロワットの電力を発生したのち、鹿森ダムに放流される。